# Actio de effusis vel deiectis
Actio de effusis vel deiectis – w prawie rzymskim powództwo przysługujące z tytułu szkody wyrządzonej przez wyrzucenie lub wylanie czegoś z budynku.
Za wyrządzenie szkody wylaniem albo wyrzuceniem czegoś przez okno budynku, odpowiadała – na mocy lex Aquilia – osoba zajmująca pomieszczenie (habitator) ze względu, na trudności jakie mogły spotkać próby ustalenia rzeczywistego sprawcy. Zasądzenie mogło opiewać na podwójną wartość wyrządzonej szkody (duplum) jeżeli miała ona charakter materialny (actio mixta). Wysokość zasądzonego odszkodowania, w wypadku zranienia człowieka wolnego, zależała od uznania sędziego (actio bona fidei). Za zabicie człowieka wolnego groziła kara w wysokości 50000 sesterców, czego domagać się mogła, w ciągu roku od zdarzenia, każda osoba mająca zdolność procesową (actio popularis).